# Grand Prix of Baltimore 2012
Das Grand Prix of Baltimore 2012 fand am 2. September in den Streets of Baltimore in Baltimore, Maryland, Vereinigte Staaten statt und war das 14. Rennen der IndyCar-Series-Saison 2012.

## Meldeliste
Alle Teams und Fahrer verwendeten das Chassis Dallara DW12 mit einem Aero-Kit von Dallara und Reifen von Firestone.
| Team                                   | Nr. | Fahrer              | Motor     |
| -------------------------------------- | --- | ------------------- | --------- |
| Team Penske                            | 02  | Ryan Briscoe        | Chevrolet |
| Team Penske                            | 03  | Hélio Castroneves   | Chevrolet |
| Team Penske                            | 12  | Will Power          | Chevrolet |
| Panther Racing                         | 04  | J. R. Hildebrand    | Chevrolet |
| KV Racing Technology                   | 05  | E. J. Viso          | Chevrolet |
| KV Racing Technology                   | 08  | Rubens Barrichello  | Chevrolet |
| Dragon Racing                          | 07  | Sébastien Bourdais  | Chevrolet |
| Target Chip Ganassi Racing             | 09  | Scott Dixon         | Honda     |
| Target Chip Ganassi Racing             | 10  | Dario Franchitti    | Honda     |
| KV Racing Technology w/SH              | 11  | Tony Kanaan         | Chevrolet |
| A. J. Foyt Enterprises                 | 14  | Mike Conway         | Honda     |
| Rahal Letterman Lanigan                | 15  | Takuma Satō         | Honda     |
| Dale Coyne Racing                      | 18  | Justin Wilson       | Honda     |
| Dale Coyne Racing                      | 19  | James Jakes         | Honda     |
| Ed Carpenter Racing                    | 20  | Ed Carpenter        | Chevrolet |
| Panther/Dreyer & Reinbold Racing       | 22  | Oriol Servià        | Chevrolet |
| Andretti Autosport                     | 26  | Marco Andretti      | Chevrolet |
| Andretti Autosport                     | 27  | James Hinchcliffe   | Chevrolet |
| Andretti Autosport                     | 28  | Ryan Hunter-Reay    | Chevrolet |
| Service Central Chip Ganassi Racing    | 38  | Graham Rahal        | Honda     |
| Sarah Fisher Hartman Racing            | 67  | Bruno Junqueira     | Honda     |
| Schmidt Hamilton Motorsports           | 77  | Simon Pagenaud      | Honda     |
| Lotus-HVM Racing                       | 78  | Simona de Silvestro | Lotus     |
| Novo Nordisk Chip Ganassi Racing       | 83  | Charlie Kimball     | Honda     |
| Bryan Herta Autosport w/Curb-Agajanian | 98  | Alex Tagliani       | Honda     |

Quelle:

## Klassifikationen

### Qualifying
| Pos. | Fahrer              | Team                                   | Fahrzeug          | Gruppe 1   | Gruppe 2   | Top 12     | FF6       | Start |
| ---- | ------------------- | -------------------------------------- | ----------------- | ---------- | ---------- | ---------- | --------- | ----- |
| 01   | Will Power          | Team Penske                            | Dallara-Chevrolet | —          | 1:18,6736  | 1:17,5921  | 1:17,9750 | 01    |
| 02   | Mike Conway         | A. J. Foyt Enterprises                 | Dallara-Honda     | 1:21,5265  | —          | 1:18,6996  | 1:18,5509 | 12    |
| 03   | Scott Dixon         | Target Chip Ganassi Racing             | Dallara-Honda     | 1:20,3549  | —          | 1:18,4198  | 1:18,6017 | 02    |
| 04   | Sébastien Bourdais  | Dragon Racing                          | Dallara-Chevrolet | —          | 1:18,7166  | 1:18,5055  | 1:18,8500 | 03    |
| 05   | Dario Franchitti    | Target Chip Ganassi Racing             | Dallara-Honda     | —          | 1:18,7323  | 1:18,9082  | 1:18,9398 | 04    |
| 06   | James Hinchcliffe   | Andretti Autosport                     | Dallara-Chevrolet | —          | 1:18,8664  | 1:18,6368  | 1:19,3101 | 05    |
| 07   | Charlie Kimball     | Novo Nordisk Chip Ganassi Racing       | Dallara-Honda     | 1:21,5988  | —          | 1:19,3347  | —         | 17    |
| 08   | Tony Kanaan         | KV Racing Technology w/SH              | Dallara-Chevrolet | 1:20,1257  | —          | 1:19,6788  | —         | 06    |
| 09   | Justin Wilson       | Dale Coyne Racing                      | Dallara-Honda     | —          | 1:18,8245  | 1:20,3559  | —         | 07    |
| 10   | Bruno Junqueira     | Sarah Fisher Hartman Racing            | Dallara-Honda     | 1:20,7513  | —          | 1:20,3826  | —         | 20    |
| 11   | Ed Carpenter        | Ed Carpenter Racing                    | Dallara-Chevrolet | 1:21,1532  | —          | 1:20,4968  | —         | 08    |
| 12   | Simon Pagenaud      | Schmidt Hamilton Motorsports           | Dallara-Honda     | —          | 1:18,8671  | keine Zeit | —         | 09    |
| 13   | Ryan Hunter-Reay    | Andretti Autosport                     | Dallara-Chevrolet | 1:21,7113  | —          | —          | —         | 10    |
| 14   | Ryan Briscoe        | Team Penske                            | Dallara-Chevrolet | —          | 1:18,8872  | —          | —         | 11    |
| 15   | Alex Tagliani       | Bryan Herta Autosport w/Curb-Agajanian | Dallara-Honda     | 1:22,2657  | —          | —          | —         | 13    |
| 16   | Hélio Castroneves   | Team Penske                            | Dallara-Chevrolet | —          | 1:18,9533  | —          | —         | 14    |
| 17   | Rubens Barrichello  | KV Racing Technology                   | Dallara-Chevrolet | 1:22,7851  | —          | —          | —         | 15    |
| 18   | Oriol Servià        | Panther/Dreyer & Reinbold Racing       | Dallara-Chevrolet | —          | 1:19,3365  | —          | —         | 16    |
| 19   | Takuma Satō         | Rahal Letterman Lanigan                | Dallara-Honda     | 1:24,5395  | —          | —          | —         | 24    |
| 20   | Marco Andretti      | Andretti Autosport                     | Dallara-Chevrolet | —          | 1:19,4192  | —          | —         | 18    |
| 21   | Simona de Silvestro | Lotus-HVM Racing                       | Dallara-Lotus     | 1:27,2226  | —          | —          | —         | 25    |
| 22   | James Jakes         | Dale Coyne Racing                      | Dallara-Honda     | —          | 1:19,5496  | —          | —         | 19    |
| 23   | Graham Rahal        | Service Central Chip Ganassi Racing    | Dallara-Honda     | keine Zeit | —          | —          | —         | 21    |
| 24   | E. J. Viso          | KV Racing Technology                   | Dallara-Chevrolet | —          | 1:19,8631  | —          | —         | 22    |
| 25   | J. R. Hildebrand    | Panther Racing                         | Dallara-Chevrolet | —          | keine Zeit | —          | —         | 23    |

Anmerkungen
1. ↑  Mike Conway wurde aufgrund des Überschreitens des Motorenlimits (der sechste von fünf erlaubten) um 10 Positionen nach hinten versetzt.
2. ↑  Charlie Kimball wurde aufgrund eines vorzeitigen Motorenwechsels um 10 Positionen nach hinten versetzt.
3. ↑  Bruno Junqueira wurde aufgrund des Überschreitens des Motorenlimits (der sechste von fünf erlaubten) um 10 Positionen nach hinten versetzt.
4. ↑  Takuma Satō wurde aufgrund des Überschreitens des Motorenlimits (der siebte von fünf erlaubten) um 10 Positionen nach hinten versetzt.
5. ↑  Simona de Silvestro wurde aufgrund des Überschreitens des Motorenlimits (der achte von fünf erlaubten) um 10 Positionen nach hinten versetzt.

Quellen: 

### Rennen
| Pos. | Fahrer              | Team                                   | Fahrzeug          | Runden | Zeit         | Start | Führungsrunden |
| ---- | ------------------- | -------------------------------------- | ----------------- | ------ | ------------ | ----- | -------------- |
| 01   | Ryan Hunter-Reay    | Andretti Autosport                     | Dallara-Chevrolet | 75     | 2:09:02,9522 | 10    | 13             |
| 02   | Ryan Briscoe        | Team Penske                            | Dallara-Chevrolet | 75     | + 1,4391     | 11    | 11             |
| 03   | Simon Pagenaud      | Schmidt Hamilton Motorsports           | Dallara-Honda     | 75     | + 3,0253     | 09    | 14             |
| 04   | Scott Dixon         | Target Chip Ganassi Racing             | Dallara-Honda     | 75     | + 3,9281     | 02    | 0              |
| 05   | Rubens Barrichello  | KV Racing Technology                   | Dallara-Chevrolet | 75     | + 5,045      | 15    | 0              |
| 06   | Will Power          | Team Penske                            | Dallara-Chevrolet | 75     | + 5,7467     | 01    | 22             |
| 07   | Oriol Servià        | Panther/Dreyer & Reinbold Racing       | Dallara-Chevrolet | 75     | + 7,5913     | 16    | 0              |
| 08   | Alex Tagliani       | Bryan Herta Autosport w/Curb-Agajanian | Dallara-Honda     | 75     | + 7,7701     | 13    | 01             |
| 09   | E. J. Viso          | KV Racing Technology                   | Dallara-Chevrolet | 75     | + 8,8651     | 22    | 0              |
| 10   | Hélio Castroneves   | Team Penske                            | Dallara-Chevrolet | 75     | + 9,0843     | 14    | 0              |
| 11   | Graham Rahal        | Service Central Chip Ganassi Racing    | Dallara-Honda     | 75     | + 10,2968    | 21    | 0              |
| 12   | J. R. Hildebrand    | Panther Racing                         | Dallara-Chevrolet | 75     | + 17,1591    | 23    | 0              |
| 13   | Dario Franchitti    | Target Chip Ganassi Racing             | Dallara-Honda     | 74     | DNF          | 04    | 0              |
| 14   | Marco Andretti      | Andretti Autosport                     | Dallara-Chevrolet | 74     | + 1 Runde    | 18    | 0              |
| 15   | James Hinchcliffe   | Andretti Autosport                     | Dallara-Chevrolet | 73     | + 2 Runden   | 05    | 02             |
| 16   | Mike Conway         | A. J. Foyt Enterprises                 | Dallara-Honda     | 73     | + 2 Runden   | 12    | 0              |
| 17   | Justin Wilson       | Dale Coyne Racing                      | Dallara-Honda     | 72     | + 3 Runden   | 07    | 0              |
| 18   | Charlie Kimball     | Novo Nordisk Chip Ganassi Racing       | Dallara-Honda     | 65     | DNF          | 17    | 0              |
| 19   | Bruno Junqueira     | Sarah Fisher Hartman Racing            | Dallara-Honda     | 64     | DNF          | 20    | 0              |
| 20   | Tony Kanaan         | KV Racing Technology w/SH              | Dallara-Chevrolet | 52     | DNF          | 06    | 0              |
| 21   | Takuma Satō         | Rahal Letterman Lanigan                | Dallara-Honda     | 50     | DNF          | 24    | 12             |
| 22   | Simona de Silvestro | Lotus-HVM Racing                       | Dallara-Lotus     | 38     | DNF          | 25    | 0              |
| 23   | Sébastien Bourdais  | Dragon Racing                          | Dallara-Chevrolet | 32     | DNF          | 03    | 0              |
| 24   | James Jakes         | Dale Coyne Racing                      | Dallara-Honda     | 31     | DNF          | 19    | 0              |
| 25   | Ed Carpenter        | Ed Carpenter Racing                    | Dallara-Chevrolet | 07     | DNF          | 08    | 0              |

Quellen: 

#### Führungsabschnitte
| Abschnitt | Runden | Fahrer            |
| --------- | ------ | ----------------- |
| 01        | 1–18   | Will Power        |
| 02        | 19–20  | Ryan Hunter-Reay  |
| 03        | 21     | James Hinchcliffe |
| 04        | 22     | Ryan Hunter-Reay  |
| 05        | 23     | James Hinchcliffe |
| 06        | 24–35  | Takuma Satō       |
| 07        | 36     | Ryan Hunter-Reay  |
| 08        | 37–50  | Simon Pagenaud    |
| 09        | 51–52  | Ryan Hunter-Reay  |
| 10        | 53–56  | Will Power        |
| 11        | 57     | Alex Tagliani     |
| 12        | 58–68  | Ryan Briscoe      |
| 13        | 69–75  | Ryan Hunter-Reay  |

Quellen: 

#### Gelbphasen
| Nr. | Dauer | Runden | Grund für Gelbphase |
| --- | ----- | ------ | --- |
| 1   | 9–12  | 4      | Kontakt: Ed Carpenter (#20) auf der Start-Ziel-Geraden                                                                           |
| 2   | 14–16 | 3      | Kontakt: Hélio Castroneves (#3), J. R. Hildebrand (#4), Mike Conway (#14), Bruno Junqueira (#67) in Kurve 6                      |
| 3   | 19–20 | 2      | Kontakt: Marco Andretti (#26) in Kurve 1                                                                                         |
| 4   | 22–23 | 2      | Kontakt: Dario Franchitti (#10) und Simona de Silvestro (#78) in Kurve 1                                                         |
| 5   | 33–35 | 3      | Kontakt: James Jakes (#19) in Kurve 12                                                                                           |
| 6   | 37–38 | 2      | Kontakt: James Hinchcliffe (#27) in Kurve 2                                                                                      |
| 7   | 40–41 | 2      | Kontakt: Simona de Silvestro (#78) auf der Start-Ziel-Geraden                                                                    |
| 8   | 66–68 | 3      | Stillstand: Charlie Kimball (#83) in Kurve 3                                                                                     |
| 9   | 70–72 | 3      | Kontakt: Mike Conway (#14), Justin Wilson (#18), Marco Andretti (#26), James Hinchcliffe (#27) und Graham Rahal (#38) in Kurve 4 |

Quellen: 

## Punktestände nach dem Rennen

### Fahrerwertung
Die Punktevergabe wird hier erläutert.
| Pos. | Fahrer             | Punkte |
| ---- | ------------------ | ------ |
| 01.  | Will Power         | 453    |
| 02.  | Ryan Hunter-Reay   | 436    |
| 03.  | Hélio Castroneves  | 401    |
| 04.  | Scott Dixon        | 400    |
| 05.  | Simon Pagenaud     | 372    |
| 06.  | Ryan Briscoe       | 357    |
| 07.  | James Hinchcliffe  | 341    |
| 08.  | Tony Kanaan        | 339    |
| 09.  | Dario Franchitti   | 323    |
| 10.  | Graham Rahal       | 305    |
| 11.  | Rubens Barrichello | 277    |
| 12.  | Oriol Servià       | 275    |

| Pos. | Fahrer             | Punkte |
| ---- | ------------------ | ------ |
| 13.  | J. R. Hildebrand   | 275    |
| 14.  | Justin Wilson      | 266    |
| 15.  | Alex Tagliani      | 260    |
| 16.  | Takuma Satō        | 255    |
| 17.  | Marco Andretti     | 253    |
| 18.  | Charlie Kimball    | 240    |
| 19.  | E. J. Viso         | 234    |
| 20.  | Mike Conway        | 233    |
| 21.  | James Jakes        | 214    |
| 22.  | Ed Carpenter       | 209    |
| 23.  | Josef Newgarden    | 186    |
| 24.  | Sébastien Bourdais | 173    |

| Pos. | Fahrer              | Punkte |
| ---- | ------------------- | ------ |
| 25.  | Simona de Silvestro | 172    |
| 26.  | Katherine Legge     | 115    |
| 27.  | Sebastian Saavedra  | 29     |
| 28.  | Ana Beatriz         | 28     |
| 29.  | Townsend Bell       | 26     |
| 30.  | Giorgio Pantano     | 16     |
| 31.  | Michel Jourdain jr. | 16     |
| 32.  | Bryan Clauson       | 13     |
| 33.  | Wade Cunningham     | 13     |
| 34.  | Jean Alesi          | 13     |
| 35.  | Bruno Junqueira     | 12     |

### Herstellerwertung
| Pos. | Hersteller | Punkte |
| ---- | ---------- | ------ |
| 1.   | Chevrolet  | 114    |
| 2.   | Honda      | 96     |
| 3.   | Lotus      | 56     |